# 11811 Martinrubin
11811 Martinrubin è un asteroide della fascia principale. Scoperto nel 1981, presenta un'orbita caratterizzata da un semiasse maggiore pari a 2,2296482 UA e da un'eccentricità di 0,0927651, inclinata di 3,43129° rispetto all'eclittica.